# محوطه و گورستان چم ژیه
محوطه و گورستان چم ژیه مربوط به عصر آهن ۳ است و در شهرستان چوار، بخش مرکزی، دهستان ارکوازی، یک کیلومتری روستای چم ژیه واقع شده است. پرونده این اثر توسط محمد جواد خانزادی تهیه و در تاریخ ۳۰ دی ۱۳۸۵ با شمارهٔ ثبت ۱۶۹۶۸ به عنوان یکی از آثار ملی ایران به ثبت رسیده است.